# Druga liga SR Jugoslavije 1994-1995
La Druga liga SR Jugoslavije 1994-1995, conosciuta anche come Druga liga 1994-1995, è stata la terza edizione della seconda divisione del campionato di calcio della Repubblica Federale di Jugoslavia, la 49ª come Druga liga jugoslava.

## Formula
Le 20 squadre vengono divise in due gironi all'italiana andata e ritorno; le migliori squadre della stagione precedente sono inserite nel Gruppo A, le rimanenti in quello B.
Alla conclusione delle 18 giornate disputate in autunno, le ultime 4 squadre del Gruppo A passano nel Gruppo B e vengono sostituite dalle migliori 4 del Gruppo B. In base al piazzamento vengono assegnati punti-bonus che le squadre si portano in dote nella fase primavera.
Al termine delle 18 giornate disputate in primavera:
Le prime due del Gruppo A salgono di categoria.
Le squadre piazzatesi al 3º e 4º posto del Gruppo A disputano gli spareggi contro terz'ultima e quart'ultima di Prva Liga.
Le quattro squadre piazzatesi fra il 7º e 10º posto del Gruppo A passano al Gruppo B Autunno della stagione successiva.
Le prime quattro del Gruppo B passano al Gruppo A Autunno della stagione successiva.
Le squadre piazzatesi al 5º e 6º posto del Gruppo B disputano gli spareggi contro le seconde dei 4 gironi di Srpska Liga.
Le ultime quattro del Gruppo B retrocedono in Sprska Liga.

## Profili
| Squadra                | Città                | Provincia        | Stagione 1993-94 | Stagione 1993-94  |
| Squadra                | Città                | Provincia        | Pos.             | Divisione         |
| ---------------------- | -------------------- | ---------------- | ---------------- | ----------------- |
| OFK Kikinda            | Kikinda              | Voivodina        | 17º              | Prva liga         |
| Mogren                 | Budua                | Montenegro       | 19º              | Prva liga         |
| Jastrebac Niš          | Niš                  | Serbia Centrale  | 20º              | Prva liga         |
| Novi Pazar             | Novi Pazar           | Serbia Centrale  | 3º               | Druga liga        |
| Čukarički              | Čukarica, Belgrado   | Serbia Centrale  | 5º               | Druga liga        |
| Dinamo Pančevo         | Pančevo              | Voivodina        | 6º               | Druga liga        |
| Badnjevac              | Badnjevac, Batočina  | Serbia Centrale  | 7º               | Druga liga        |
| Novi Sad               | Novi Sad             | Voivodina        | 8º               | Druga liga        |
| Priština               | Priština             | Kosovo           | 9º               | Druga liga        |
| Jedinstvo Bijelo Polje | Bijelo Polje         | Montenegro       | 10º              | Druga liga        |
| Mladost Lučani         | Lučani               | Serbia Centrale  | 11º              | Druga liga        |
| Mačva Šabac            | Šabac                | Serbia Centrale  | 12º              | Druga liga        |
| Mladost Bački Jarak    | Bački Jarak, Temerin | Voivodina        | 13º              | Druga liga        |
| Dubočica Leskovac      | Leskovac             | Serbia Centrale  | 14º              | Druga liga        |
| Borac Banja Luka       | Banja Luka           | Republika Srpska | 15º              | Druga liga        |
| Hajduk Belgrado        | Zvezdara, Belgrado   | Serbia Centrale  | 1º               | Srpska liga Nord  |
| Budućnost Valjevo      | Valjevo              | Serbia Centrale  | 1º               | Srpska liga Ovest |
| Javor Ivanjica         | Ivanjica             | Serbia Centrale  | 2º               | Srpska liga Ovest |
| Železničar Niš         | Niš                  | Serbia Centrale  | 1º               | Srpska liga Est   |
| Iskra Danilovgrad      | Danilovgrad          | Montenegro       | 1º               | Crnogorska liga   |

```
In alcune fonti certe squadre sono nominate in modo diverso, questo per via dei loro sponsor. Queste sono:
[
3
]

Čukarički Beograd / Čukarički Stankom
RFK Novi Sad      / Novi Sad Gumins
Budućnost Valjevo / Budućnost Vujić
```

## Fase Autunno
| GRUPPO A |                     |     |       |
| Pos.     | Squadra             | Pti | Bonus |
| 1        | Mladost Lučani      | 22  | 11    |
| 2        | Mogren              | 22  | 10    |
| 3        | Mladost Bački Jarak | 21  | 9     |
| 4        | Čukarički           | 20  | 9     |
| 5        | Novi Pazar          | 19  | 7     |
| 6        | Mačva Šabac         | 19  | 7     |
| 7        | OFK Kikinda         | 17  | 8     |
| 8        | Jastrebac Niš       | 16  | 5     |
| 9        | Dubočica Leskovac   | 14  | 4     |
| 10       | Dinamo Pančevo      | 11  | 3     |

| GRUPPO B |                        |     |       |
| Pos.     | Squadra                | Pti | Bonus |
| 1        | Badnjevac              | 26  | 6     |
| 2        | Železničar Niš         | 26  | 5     |
| 3        | Novi Sad               | 24  | 4     |
| 4        | Javor Ivanjica         | 22  | 4     |
| 5        | Borac B.L.(Belgrado)   | 20  | 7     |
| 6        | Hajduk Belgrado        | 18  | 6     |
| 7        | Budućnost Valjevo      | 18  | 4     |
| 8        | Priština               | 14  | 4     |
| 9        | Iskra Danilovgrad      | 9   | 3     |
| 10       | Jedinstvo Bijelo Polje | 3   | 2     |

Legenda:

      Passano in Druga Liga B Primavera
      Passano in Druga Liga A Primavera
Note:

Due punti a vittoria, uno a pareggio, zero a sconfitta.

## Fase Primavera
| GRUPPO A |                     |     |       |        |
| Pos.     | Squadra             | Pti | Bonus | Totale |
| 1        | Mladost Lučani      | 23  | 11    | 34     |
| 2        | Čukarički           | 23  | 8     | 31     |
| 3        | Mladost Bački Jarak | 20  | 9     | 29     |
| 4        | Novi Pazar          | 21  | 7     | 28     |
| 5        | Mogren              | 18  | 10    | 28     |
| 6        | Mačva Šabac         | 19  | 7     | 26     |
| 7        | Železničar Niš      | 17  | 7     | 24     |
| 8        | Badnjevac           | 15  | 8     | 23     |
| 9        | Javor Ivanjica      | 13  | 5     | 18     |
| 10       | Novi Sad            | 11  | 6     | 17     |

| GRUPPO B |                        |     |       |        |
| Pos.     | Squadra                | Pti | Bonus | Totale |
| 1        | Hajduk Belgrado        | 22  | 6     | 28     |
| 2        | Jastrebac Niš          | 22  | 6     | 28     |
| 3        | OFK Kikinda            | 21  | 7     | 28     |
| 4        | Priština               | 24  | 3     | 27     |
| 5        | Budućnost Valjevo      | 21  | 5     | 26     |
| 6        | Borac B.L.(Belgrado)   | 19  | 7     | 26     |
| 7        | Dinamo Pančevo         | 15  | 8     | 23     |
| 8        | Dubočica Leskovac      | 18  | 4     | 22     |
| 9        | Iskra Danilovgrad      | 8   | 1     | 9      |
| 10       | Jedinstvo Bijelo Polje | 2   | 1     | 3      |

Legenda:

      Promosse in Prva liga SR Jugoslavije 1995-1996
      Ai play-off promozione
      Passano in Druga Liga B Autunno 1995
      Passano in Druga Liga A Autunno 1995
      Ai play-out
      Retrocedono in Treća liga SR Jugoslavije 1995-1996
Note:

Due punti a vittoria, uno a pareggio, zero a sconfitta.

## Spareggi promozione e retrocessione

### Spareggi promozione
A questi spareggi partecipano:
- Sloboda Užice (17º in Prva Liga)
- Spartak Subotica (18º in Prva Liga)
- Mladost Bački Jarak (3º in Druga Liga)
- Novi Pazar (4º in Druga Liga)

Gli abbinamenti sono stati Sloboda v Novi Pazar e Spartak v Mladost BJ e i vincitori sono stati Sloboda (che mantiene il posto in Prva Liga) e Mladost (che così viene promosso).

### Spareggi retrocessione
A questi spareggi partecipano:
- Budućnost Valjevo (15º in Druga Liga)
- Borac B.L.(Belgrado) (16º in Druga Liga)
- FK Belgrado (2º in Srpska Liga Nord)
- Mladost Podgorica (2º in Montenegro)
- Sartid (2º in Srpska Liga Ovest)
- Radnički Pirot (2º in Srpska Liga Est)

#### Primo turno
FK Belgrado e Radnički Pirot hanno eliminato Mladost Podgorica e Sartid Smederevo e sono passati al secondo turno.

#### Secondo turno
Gli abbinamenti sono stati Budućnost Valjevo v Radnički Pirot e Borac v FK Belgrado: i vincitori sono stati Budućnost (che mantiene il posto in Druga Liga) e FK Belgrado (che così viene promosso).

### Verdetti
| Pos. | Squadra                | Verdetti                                          |
| ---- | ---------------------- | ------------------------------------------------- |
| 1    | Mladost Lučani         | Promossi in Prva Liga 1995-96                     |
| 2    | Čukarički              | Promossi in Prva Liga 1995-96                     |
| 3    | Mladost Bački Jarak    | Promossi in Prva Liga 1995-96                     |
| 4    | Novi Pazar             |                                                   |
| 5    | Mogren                 |                                                   |
| 6    | Mačva Šabac            |                                                   |
| 7    | Železničar Niš         |                                                   |
| 8    | Badnjevac              |                                                   |
| 9    | Javor Ivanjica         |                                                   |
| 10   | Novi Sad               |                                                   |
| 11   | Hajduk Belgrado        |                                                   |
| 12   | Jastrebac Niš          |                                                   |
| 13   | OFK Kikinda            |                                                   |
| 14   | Priština               |                                                   |
| 15   | Budućnost Valjevo      |                                                   |
| 16   | Borac B.L.(Belgrado)   | Passa in Prva liga Republike Srpske 1995-1996     |
| 17   | Dinamo Pančevo         | Retrocessi in Treća liga SR Jugoslavije 1995-1996 |
| 18   | Dubočica Leskovac      | Retrocessi in Treća liga SR Jugoslavije 1995-1996 |
| 19   | Iskra Danilovgrad      | Retrocessi in Treća liga SR Jugoslavije 1995-1996 |
| 20   | Jedinstvo Bijelo Polje | Retrocessi in Treća liga SR Jugoslavije 1995-1996 |

## Verso la stagione seguente
- Le migliori 10 squadre confluiscono nel Gruppo A Autunno
  - OFK Kikinda (17º in Prva Liga, sconfitto nello spareggio)
  - Mogren (penultimo in Prva Liga, retrocesso direttamente)
  - Jastrebac Niš (ultimo in Prva Liga, retrocesso direttamente)
  - Novi Pazar (3º in Druga Liga A, sconfitto nello spareggio)
  - Čukarički (5º in Druga Liga A)
  - Dinamo Pančevo (6º in Druga Liga A)
  - Mladost Lučani (1º in Druga Liga B)
  - Mačva Šabac (2º in Druga Liga B)
  - Mladost Bački Jarak (3º in Druga Liga B)
  - Dubočica Leskovac (4º in Druga Liga B)

- Le peggiori 10 squadre confluiscono nel Gruppo B Autunno
  - Badnjevac (7º in Druga Liga A)
  - Novi Sad (8º in Druga Liga A)
  - Priština (9º in Druga Liga A)
  - Jedinstvo Bijelo Polje (10º in Druga Liga A)
  - Borac Banja Luka (5º in Druga Liga B, salvo dopo spareggio)
  - Budućnost Valjevo (1º in Srpska Liga Ovest, promosso direttamente)
  - Hajduk Belgrado (1º in Srpska Liga Nord, promosso direttamente)
  - Iskra Danilovgrad (1º in Montenegro, promosso direttamente)
  - Železničar Niš (1º in Srpska Liga Est, promosso direttamente)
  - Javor Ivanjica (2º in Srpska Liga Ovest, vincitore degli spareggi)